# Емир Ћатовић
Емир Ћатовић (Бијело Поље, 1988) је црногорски глумац.

## Биографија
Емир Ћатовић је рођен је 1988. године у Бијелом Пољу. Дипломирао је 2011. године на Факултету драмских умјетности на Цетињу у класи професора Бранимира Поповића.
Стални је члан ансамбла Градског позоришта Подгорица од 2015. године.

## Филмографија
| Год.  | Назив                                  | Улога                |
| ----- | -------------------------------------- | -------------------- |
| 2012. | Будва на пјену од мора                 | Рецепционар Галовић  |
| 2013. |                                        | Стари пријатељ       |
| 2015. | Горчило - Јеси ли то дошао да ме видиш | Петрашин Обад        |
| 2015. | Умир крви                              | Веско                |
| 2015. |                                        | Непознати човек      |
| 2016. | Дојч кафе                              | Кери                 |
| 2016. | Санта Марија дела Салуте (филм)        |                      |
| 2017. | Бисер Бојане                           | Ђовани               |
| 2017. | Божићни устанак                        | Бјелашки омладинац 1 |
| 2017. | Санта Марија дела Салуте (ТВ серија)   |                      |
| 2018. | Погрешан човек                         | Лазар Црнковић       |
| 2018. | Бисер Бојане (ТВ серија)               | Ђовани               |

## Улоге у позоришту
Градско позориште Подгорица
- „Оро из бајке” (више улога)
- „Лукреција илити ждеро” (Дзоно)
- „Филомена Мартурано” (Умберто)
- „Кинез” (Алекса)
- „Хормони”
- „Мачор у чизмама” (Тодор)
- „Поглед с моста” (Марко)
- „Сњежана и седам патуљака” (Ловац на таленте)
- „Чувари твог поштења”
- „Модро благо” (Мудроша)

Црногорско народно позориште
- „На љетовању” (Влас)
- „Антигона” (Хемон)
- „Сан о Светом Петру Цетињском” (Павле)
- „Коза” (Били)
- „Очеви су градили” (Рус)
- „Алегро Албаниа” (млађи син)

Центар за Културу Тиват
- „Хотел Бока” (Новићенто)
- „Медитерано” (Турчин)
- „Дон Кихот” (мазгар)
- „Бокешки Д мол” (Станко)
- „Бетула у Малу валу” (Шакота)

Краљевско позориште „Зетски дом”
- „Његош, ватре” (Петар II Петровић Његош)
- „Енциклопедија изгубљеног времена” (рођак)
- „Праведници” (Војинов)
- „Луди од љубави” (Еди)

Никшићко позориште
- „Нобеловци” (Мато)

Центар за културу Бијело Поље
- „Црвени петао лети према небу” (Мухарем)